# Pico Pedrorio
El pico Pedrorio es una montaña asturiana (España), que se encuentra ubicada entre los concejos de Grado y Belmonte de Miranda en el tránsito por el Camín Real de La Mesa. Su altitud es de 788 m s. n. m.
En sus inmediaciones se crían asturcones. Desde su cumbre se observan buenas panorámicas de los valles de los ríos Cubia - Nalón al oriente y al occidente el valle del río Narcea. En sus inmediaciones se cultivaba desde tiempos ancestrales el cereal de la escanda. 
43°21′1.07″N 006°08′27.22″O / 43.3502972, -6.1408944
- Datos: Q5398102